# Students for Liberty
Students For Liberty (SFL) é uma organização sem fins lucrativos com origens nos Estados Unidos e atuação internacional, com presença em 110 países. Formada em 2008, é também uma rede de grupos estudantis afiliados. Tem como propósito autodeclarado "educar, desenvolver, e empoderar a próxima geração de líderes em prol da liberdade", sendo caracterizada como uma instituição para promoção do neoliberalismo no ensino superior.

## No Brasil
A rede brasileira é a Students For Liberty Brasil. Fundada em 2012, conta com mais de 1500 membros de todos os estados brasileiros, 65% do total de estudantes afiliados à rede ao todo. Segundo o presidente do movimento no Brasil, Nycollas Sutil Liberato, o objetivo da rede brasileira seria "educar, empoderar e desenvolver a próxima geração de líderes liberais", isto é, o mesmo da sua "matriz" americana. Além disto, a rede oferece treinamentos na Atlas Network, nos Estados Unidos, e em outras instituições para os grupos filiados.